# Naloučany
Naloučany (německy Nalouczan, Nalautschan) jsou obec v okrese Třebíč v Kraji Vysočina, asi 2 km severně od Náměště nad Oslavou. Žije zde 163 obyvatel. Mezi obcí Naloučany a sousední obcí Ocmanice protéká řeka Oslava.
Sousedními obcemi sídla jsou Ocmanice, Čikov, Náměšť nad Oslavou, Jasenice, Pucov a Zahrádka.

## Geografie
Ze severu na východ vede přes území obce silnice z Čikova do Náměště nad Oslavou, severně ze zastavěného území obce vychází silnice do Pucova, jižně přes řeku Oslavu vede silnice do blízké zástavby obce Ocmanice. Severně ze spojky do Čikova vede užitková silnice do Jasenice, západně pak k Čikovské Myslivně, v údolí řeky Oslavy vede užitková cesta k Naloučanskému mlýnu, severně údolím Jasinky vede užitková cesta do Jasenice. Přes území obce vede údolím řeky Oslavy ze západu na východ Mlynářská cyklostezka a cyklostezka 5109, jižně ze zastavěného území obce vychází cyklostezka 5209 a severně údolím řeky Jasinky cyklostezka 5183. Přes zastavěné území obce vede na západ zelená turistická stezka. 
Severní část území obce je mimo údolí Jasinky, Pucovského potoka a Bělínského potoka využívána zemědělsky. Zalesněná jsou svahy údolí výše zmíněných toků a svah údolí řeky Oslavy, v údolí řeky Oslavy jsou pak nižní louky. Na severním okraji zastavěného území obce se nachází areál bývalého JZD, na severním okraji území obce nad údolím Jasinky se nachází dřívější lom. 
Jižní hranice území obce je tvořena řekou Oslavou, ta po cca třiceti kilometrech ústí v Ivančicích do Jihlavy, těsně pod východní hranicí území obce (ta vede nad údolím potoka) teče Pucovský potok, ten se pak u Jedovského mlýna vlévá do Jihlavy, středem území obce přes zastavěné území obce teče v hlubokém údolí řeka Jasinka, ta se pak vlévá do Jihlavy, na západním okraji území obce pramení krátké potoky Padělský a Habrový, ty pak ústí do Bělínského potoka, jehož údolí tvoří hranici území obce. Bělínský potok pak na hranici území obce ústí do Jihlavy. Přes Naloučanský mlýn teče jeho mlýnský náhon. V bývalém lomu na severním okraji území obce se nachází malá nádrž.
Území obce je rozděleno hlubokým údolím Jasinky na západní a východní část, jižní část je tvořena prudkými svahy údolí Oslavy a říční nivou. Západní okraj území obce je tvořeno svahy Habrového, Padělského a Bělínského potoka, východní pak údolím Pucovského potoka. Nadmořská výška území obce se pohybuje od cca 350 metrů nad mořem v údolí Oslavy až po cca 450 metrů v rovinách nad údolími. Na severní hranici území obce se nachází kopec Kobelčiny (457 metrů). 
Zastavěné území obce se nachází na jižním okraji území obce v údolí Oslavy a na jeho svazích, severně od zastavěného území obce se u silnice nachází kaple svaté Anny, severně od zastavěného území obce v údolí Jasinky se nachází samota Jasinka. Severozápadně při odbočce k Čikovské Myslivně se nachází chatová oblast, o kus dále na západ pak Čikovská Myslivna, chatová oblast se pak nachází i v údolí Oslavy západně od zastavěného území obce směrem k Vanči, o kus dál se pak nachází areál Naloučanského mlýna. 
V údolí Jasinky se nachází tábor, těsně za severní hranicí území obce se nachází Důl Pucov.[chybí lepší zdroj]

## Název
Na vesnici bylo přeneseno původní označení jejích obyvatel Nalúčané – „lidé žijící na louce“.

## Historie
První písemná zmínka o obci pochází z roku 1238, kdy je zmíněna v majetku kláštera Porta coeli. V době husitských válek klášter již obec nevlastnil, protože roku 1437 je již uváděna jako součástí náměšťského panství. V roku 1437 je také poprvé uváděn kostel sv. Jakuba ve vsi.
V tu dobu bylo náměšťské panství prodáno Mstějovi ze Švamberka i s Naloučany. Po mnoha letech sporů v roce 1481 pak byli majiteli panství páni z Lomnice a v roce 1567 zdědil panství Jan st. ze Žerotína. Roku 1628 pak koupil panství Albrecht z Valdštejna, který je koupil pro Jana Baptistu z Verdenberka. V roce 1743 pak od Verdenberků koupili panství manželé Kufštejnští, ale hned roku 1752 pak zakoupili panství Haugvicové, kteří je vlastnili až do správních reforem.
V roce 1862 byla založená škola, která pak byla v roce 1900 změněna v jednotřídní, v roce 1907 pak byl otevřen lom na vápenec nedaleko vesnice. V roce 1924 byl založen v obci Sokol.

## Obyvatelstvo
| Rok            | 1869 | 1880 | 1890 | 1900 | 1910 | 1921 | 1930 | 1950 | 1961 | 1970 | 1980 | 1991 | 2001 | 2011 | 2021 |
| -------------- | ---- | ---- | ---- | ---- | ---- | ---- | ---- | ---- | ---- | ---- | ---- | ---- | ---- | ---- | ---- |
| Počet obyvatel | 357  | 339  | 352  | 337  | 320  | 346  | 294  | 248  | 240  | 237  | 169  | 134  | 133  | 163  | 164  |
| Počet domů     | 43   | 45   | 46   | 46   | 50   | 51   | 59   | 75   | 66   | 59   | 55   | 70   | 72   | 76   | 68   |

## Obecní správa
Do roku 1849 patřily Naloučany do náměšťského panství, od roku 1850 patřily do okresu Moravský Krumlov, pak od roku 1868 do okresu Třebíč, mezi lety 1949–1960 do okresu Velká Bíteš a od roku 1960 do okresu Třebíč. Mezi lety 1850 a 1872 patřily Naloučany pod Náměšť nad Oslavou a od 1. ledna 1980 do 31. července 1990 byla obec začleněna opět pod Náměšť nad Oslavou, následně se obec osamostatnila.

### Obecní symboly
Znak a vlajka byly obci uděleny rozhodnutím předsedy Poslanecké sněmovny Parlamentu České republiky dne 21. dubna 2020.

## Politika
V letech 2006–2010 působil jako starosta František Netrda, od roku 2010 tuto funkci zastává Antonín Havlíček.

### Volby do Poslanecké sněmovny
|       | 2006               | 2010               | 2013               | 2017               | 2021                  |
| ----- | ------------------ | ------------------ | ------------------ | ------------------ | --------------------- |
| 1.    | ČSSD (45,16 %)     | ČSSD (39,36 %)     | ČSSD (32,6 %)      | ANO (31,57 %)      | ANO (28,42 %)         |
| 2.    | ODS (16,12 %)      | TOP 09 (10,63 %)   | ANO 2011 (16,3 %)  | ČSSD (12,63 %)     | SPOLU (14,73 %)       |
| 3.    | KSČM (16,12 %)     | KDU-ČSL (10,63 %)  | KSČM (15,21 %)     | SPD (9,47 %)       | Piráti+STAN (12,63 %) |
| účast | 73,81 % (93 z 126) | 68,12 % (94 z 138) | 70,45 % (93 z 132) | 71,97 % (95 z 132) | 70,37 % (95 z 135)    |

### Volby do krajského zastupitelstva
|      | 1.                       | 2.                 | 3.                     | účast              |
| ---- | ------------------------ | ------------------ | ---------------------- | ------------------ |
| 2000 | 4KOALICE (37,83 %)       | KSČM (29,72 %)     | ČSSD (8,1 %)           | 35,46 % (39 z 110) |
| 2004 | KSČM (23,52 %)           | KDU-ČSL (17,64 %)  | ODS (17,64 %)          | 28,09 % (34 z 121) |
| 2008 | ČSSD (50 %)              | ODS (17,64 %)      | KSČM (8,82 %)          | 52,71 % (68 z 129) |
| 2012 | ČSSD (29,03 %)           | KSČM (27,41 %)     | Pro Vysočinu (16,12 %) | 48,85 % (64 z 131) |
| 2016 | ČSSD (18,51 %)           | ANO 2011 (16,66 %) | KSČM (16,66 %)         | 41,54 % (54 z 130) |
| 2020 | MZH (26,31 %)            | ANO (14,03 %)      | ČSSD (12,28 %)         | 41,61 % (57 z 137) |
| 2024 | ODS+TOP 09+STO (27,27 %) | ANO (23,63 %)      | STAN+SNK ED (14,54 %)  | 42,22 % (57 z 135) |

### Prezidentské volby
V prvním kole prezidentských voleb v roce 2013 první místo obsadil Miloš Zeman (44 hlasů), druhé místo obsadil Jan Fischer (24 hlasů) a třetí místo obsadil Karel Schwarzenberg (16 hlasů). Volební účast byla 81,54 %, tj. 106 ze 130 oprávněných voličů. V druhém kole prezidentských voleb v roce 2013 první místo obsadil Miloš Zeman (74 hlasů) a druhé místo obsadil Karel Schwarzenberg (20 hlasů). Volební účast byla 72,52 %, tj. 95 ze 131 oprávněných voličů.
V prvním kole prezidentských voleb v roce 2018 první místo obsadil Miloš Zeman (57 hlasů), druhé místo obsadil Jiří Drahoš (24 hlasů) a třetí místo obsadil Pavel Fischer (8 hlasů). Volební účast byla 77,27 %, tj. 102 ze 132 oprávněných voličů. V druhém kole prezidentských voleb v roce 2018 první místo obsadil Miloš Zeman (70 hlasů) a druhé místo obsadil Jiří Drahoš (36 hlasů). Volební účast byla 80,30 %, tj. 106 ze 132 oprávněných voličů.
V prvním kole prezidentských voleb v roce 2023 první místo obsadil Petr Pavel (42 hlasů), druhé místo obsadil Andrej Babiš (32 hlasů) a třetí místo obsadila Danuše Nerudová (18 hlasů). Volební účast byla 78,42 %, tj. 109 ze 139 oprávněných voličů. V druhém kole prezidentských voleb v roce 2023 první místo obsadil Petr Pavel (64 hlasů) a druhé místo obsadil Andrej Babiš (41 hlasů). Volební účast byla 76,64 %, tj. 105 ze 137 oprávněných voličů.

## Pamětihodnosti
- Kostel svatého Jakuba Staršího s gotickým jádrem ze 14. století[4]

## Osobnosti
- Josef Nováček (1894–1985), spisovatel
- František Novák (1889–1952), obuvník a starosta Zlína
- František Svitáček (1895–?), legionář

## Čestní občané
- Roman Franc, brněnský fotograf, od roku 2022[31] (jeho snímky včetně fotografie naloučanských hasičů se dostaly do sbírek Kongresové knihovny ve Washingtonu)[32]